# 米子西インターチェンジ
米子西インターチェンジ（よなごにしインターチェンジ）は、鳥取県米子市陰田町にある、山陰自動車道のインターチェンジ。
山陰自動車道はここから東側の鳥取方面（国道9号米子道路）は全線無料区間。西側の松江方面（国道9号安来道路）は東出雲ICまで有料区間。
本項では米子西インターチェンジを分割して設けられた米子中インターチェンジ（よなごなかインターチェンジ）についても記す。

## 料金所
なし
- 米子道路（鳥取方面）は無料区間
- 安来道路（松江方面）は有料区間だが安来IC・TBで料金を支払う

## 接続する道路
- 直接接続
  - 鳥取県道300号米子環状線
  - 国道9号（米子道路）/国道180号

国道9号・国道180号から鳥取方面は側道を介して県道米子環状線交差点を経由して本線車道に接続していたが、2009年（平成21年）に国道9号から本線に直結するランプが新たに設けられ（オフランプは1月28日開通、オンランプは2月26日開通）、従前の県道米子環状線交差点から鳥取方面へのランプは米子中ICに改称されている。
米子中ICは鳥取方面のみのハーフICとなり、県道米子環状線から松江方面へは側道にて米子西ICに連絡し利用する。

## 周辺
- 米子駅
- 米子コンベンションセンター
- イオン米子駅前店
  - 米子ガイナックス
- 道の駅あらエッサ

## 隣
E9 山陰自動車道
(18) 米子南IC - (19-1) 米子中IC - (19-2/19) 米子西IC - (20) 安来IC